# Xã Center, Quận Martin, Indiana
Xã Center (tiếng Anh: Center Township) là một xã thuộc quận Martin, tiểu bang Indiana, Hoa Kỳ. Năm 2010, dân số của xã này là 1.654 người.